# Self-Transcendence 6-Stunden-Lauf Nürnberg

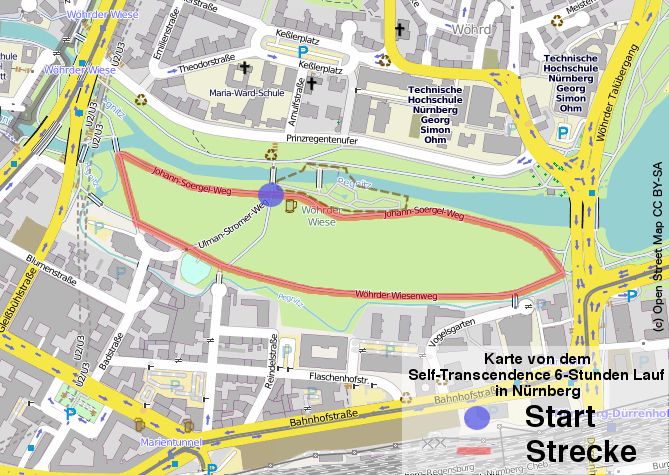
Karte

Der Self-Transcendence 6-Stunden-Lauf-Nürnberg ist ein Langstreckenlauf auf der Wöhrder Wiese in Nürnberg, auf einem Rundkurs von 1,5 Kilometern Länge. Veranstalter ist das Sri Chinmoy-Marathon-Team. Der Lauf findet jährlich gewöhnlich am zweiten oder dritten März-Wochenende statt. Offenbar ist es der erste 6-Stunden-Lauf im deutschsprachigen Raum bzw. der erste, der in der DUV-Statistik steht.

## Geschichte
In den 1990er Jahren suchten Mitglieder der Sri-Chinmoy-Gruppe einen geeigneten Lauf für Nürnberg. So kam es zu dem Vorschlag von Roland Blumensaat, einen 6-Stunden-Lauf zu organisieren. Blumensaat kannte die Gruppe von den schon bestehenden Peace-Meilen-Läufen auf der Wöhrder Wiese. Zum ersten Mal wurde die Lauf-Veranstaltung 1996 organisiert. 2016 wurde die Deutsche Meisterschaft im 6-Stunden-Lauf in Nürnberg ausgetragen.

## Rekorde
Es  gibt sieben aktuelle (Stand Apr. 2016) Deutsche Rekorde im 6-Stunden-Laufen, die in Nürnberg aufgestellt wurden. Bestleistung aller Altersklassen farbig unterlegt.
| Datum      | Athletin           | Land        | km    | Altersklasse                            | Beschreibung           |
| ---------- | ------------------ | ----------- | ----- | --------------------------------------- | ---------------------- |
| 14.03.1998 | Andrea Keil        | Deutschland | 66,3  | Weiblich Junioren (Jünger als 23 Jahre) |                        |
| 02.04.2016 | Nele Alder-Baerens | Deutschland | 82,99 | Seniorinnen (35–39 Jahre)               | Weltjahresbestleistung |
| 02.04.2016 | Simone Stöppler    | Deutschland | 72,11 | Weiblich 50 (50–54 Jahre)               |                        |
| 02.04.2016 | Sigrid Eichner     | Deutschland | 43,03 | Weiblich 75 (75–79 Jahre)               |                        |

| Datum      | Athlet           | Land        | km   | Altersklasse                     |
| ---------- | ---------------- | ----------- | ---- | -------------------------------- |
| 15.03.1997 | Michael Maier    | Deutschland | 85,5 | Männer Hauptklasse (23–34 Jahre) |
| 18.03.2000 | Peter Wimmer     | Deutschland | 77,0 | Männer 60 (60–64 Jahre)          |
| 18.03.2000 | Heinrich Gutbier | Deutschland | 64,4 | Männer 75 (75–79 Jahre)          |